# Grzegorz Robaczyk
Grzegorz Robaczyk (ur. 29 kwietnia 1958 w Krotoszynie) –  polski duchowny rzymskokatolicki, kanonik, dziekan dekanatu gostyńskiego, pierwszy proboszcz parafii św. Kazimierza w Lesznie, od 2018 proboszcz parafii św. Małgorzaty w Gostyniu

## Życiorys
W 1984 roku ukończył studia na Papieskim Wydziale Teologicznym w Poznaniu z tytułem magistra teologii. Święcenia kapłańskie otrzymał z rąk arcybiskupa Jerzego Stroby 23 maja 1985 w Poznaniu.
Od 1 lipca 1985 roku rozpoczął pracę duszpasterską w parafii pw. św. Wawrzyńca w Pniewach, gdzie był wikariuszem do 30 czerwca 1987 roku. Następnie, w okresie od 1 lipca 1987 do 30 czerwca 1989 roku pełnił posługę duszpasterską w parafii konkatedralnej pw. św. Stanisława w Ostrowie Wielkopolskim. Ostatnią placówką wikariuszowską była parafia pw. Wszystkich Świętych na poznańskiej Grobli, gdzie pełnił posługę kapłańską od 1 lipca 1989 do 30 czerwca 1993 roku.
Dekretem abp Jerzego Stroby, od 1 lipca 1993 roku został proboszczem parafii św. Kazimierza w Lesznie. W swojej pracy dyplomowej zajął się współczesną problematyką etyczną zawodu inżyniera. Podjął się zadania budowy nowej świątyni parafialnej. W okresie od 16 stycznia 1996 do 31 stycznia 2002 roku Grzegorz Robaczyk pełnił funkcję dziekana dekanatu leszczyńskiego.
22 grudnia 1999 roku abp Juliusz Paetz Metropolita Poznański mianował księdza dziekana Grzegorza Robaczyka Kanonikiem Honorowym Kapituły Kolegiackiej w Poznaniu. Dekretem abp Stanisława Gądeckiego z 6 stycznia 2005 Grzegorz Robaczyk został mianowany Kanonikiem Gremialnym Kapituły Kolegiackiej w Lesznie.
Zasiadał w Komisji ds. Duszpasterstwa Rodzin, która wchodziła w skład komisji synodalnej Archidiecezji poznańskiej.
Od 1 lipca 2018 jest proboszczem parafii św. Małgorzaty w Gostyniu.